# Tepłodar
Tepłodar (ukr. Теплодар) – miasto na Ukrainie w obwodzie odeskim, liczy 10 160 mieszkańców. Ośrodek przemysłu spożywczego.